# ثنائي يورانات أمونيوم
 ثنائي يورانات أمونيوم مركب كيميائي له الصيغة NH4)2U2O7 ، وهو شكل من مركبات اليورانيوم الوسيطة التي نحصل عليها أثناء إنتاج الكعكة الصفراء .